# Multicult.fm
multicult.fm (Eigenschreibweise) war ein Internetradio und nicht-kommerzieller Hörfunksender aus Berlin. Der Sender entstand im Herbst 2008 unter dem Namen Radio multicult2.0 als Reaktion auf die Schließung des RBB-Senders Radio Multikulti. Er ging am 31. Dezember 2008 um 22:05 Uhr, zeitgleich mit der Abschaltung von Radio Multikulti, auf Sendung. Seit dem 24. März 2011 produzierte multicult.fm Sendungen im eigenen Studio in der Marheineke Markthalle (Berlin-Kreuzberg). Zum 1. April 2023 endete die Aktivität wegen Insolvenz nach ca. 14 Jahren.

## Sender

### Radio multicult2.0
Seit Januar 2009 sendete Radio multicult2.0 ein tägliches 24-Stundenprogramm im Internet. Im Tagesprogramm wechselten sich 31 regelmäßig produzierte Autorensendungen (Stand: April 2011) und unmoderierte Sendungen („Rotation“) mit Weltmusik aller Genres ab. Im Internet war das Programm als hifi Stream (160 kB/s) und lofi Stream (32 kB/s) zu empfangen, zusätzlich auch als Phonecast. Im Mai 2010 erfolgte die Umbenennung in multicult.fm.

### multicult.fm
multicult.fm war einer von acht Partnern des Kooperationsradios 88vier (MABB), das im Mai 2010 den Sendebetrieb unter dem Motto „88,4 – Kreatives Radio für Berlin“ aufgenommen hat, und auf der Berliner UKW-Frequenz 91,0 MHz sendet und empfangen werden kann. Nach einer von multicult.fm produzierten Live-Sendung zum Karneval der Kulturen am 21. Mai 2010 hatte der Hörfunksender 88vier zum 25. Mai 2010 den regulären Sendebetrieb aufgenommen.
Für multicult.fm waren folgende Sendezeiten reserviert (Frequenz: UKW / FM 91,0 ALEX)
- Montags bis freitags von 6 bis 9 Uhr morgen:magazin und von 18 bis 19 Uhr weltSprachen:magazine
- am Wochenende von 6 bis 12 Uhr
- für spezielle Live-Sendungen von 12 bis 16 Uhr

Im morgendlichen Sendefenster wurde das morgen:magazin gesendet, ein tagesaktuelles Magazin für Politik und Kultur, das im „gläsernen Studio“ von multicult.fm in der Kreuzberger Marheineke-Markthalle produziert wurde.
Die einstündige Sendezeit am Abend war muttersprachlichen Sendungen vorbehalten, die jedoch – anders als zuvor – durch ein neues Format auch dem deutschsprachigen Publikum zugänglich gemacht wurden.

### Multikulturell und -lingual
Laut Sendeschema produzierte multicult.fm mehrere Sendungen in unterschiedlichen Sprachen, wie beispielsweise:
- Chinesisch: Rocking Pagoda mit DJane Lan
- Kurdisch: Bernama Kurdî mit Fayad Osman
- Serbokroatisch: BalkanCult mit Jasmina Njaradi
- Spanisch: La Reglafónica mit Bongo und Maria Mandarina und Circus Radio Show mit Dayton Fred und Blue Betty

Außerdem wurden Sendungen anderer Radiosender übernommen, die zum Teil schon bei Radio Multikulti (RBB) zu hören waren, wie beispielsweise:
- Englisch: Tangents mit Dore Stein, aus San Francisco
- Englisch: Radio Goethe mit Arndt Peltner, San Francisco
- Katalanisch: Catalan!Music aus Barcelona
- Polnisch: Strange Way of Traveling mit Wojciech Ossowski, aus Warschau
- Rumänisch: Muzica Americii Latine aus Bukarest
- Spanisch: Los Sonidos del Planeta Azul mit Paco Valiente, aus Valencia
- Türkisch: Dünyayı Dinliyorum mit Zekeriya Şen von Açık Radyo, aus Istanbul

Darüber hinaus war angestrebt, verschiedene Sendungen über die Website mehrsprachig abrufen zu können. Dazu setzte multicult.fm die Software Audiantis ein.
Von Dezember 2009 bis Dezember 2010 lief als Pilotsendung Multipieps Cultmatz, bei der kurze Kindergeschichten simultan auf Deutsch, Französisch, Spanisch, Türkisch und Englisch zu hören waren.

### Besondere deutschsprachige Sendungen
- morgen:magazin, das bisherig aktuelle, interkulturelle Stadtmagazin. Montags bis Freitags war es von 6 bis 9 Uhr auf 91,0 FM, ALEX (UKW) im Radio zu empfangen
- filmhighlights, wöchentliches Magazin für Filmkritik und Kinokultur von/mit Manuel Schubert
- TarantaBites, Sendung zur süditalienischen Tarantella mit Francesco Campitelli
- Tango Globale, Sendung über Tangokultur mit Fernando Miceli
- radioExperienza, Wochenmagazin zu verschiedenen, meist aktuellen Themen mit Gerhard Müller (bis 2013)

## Geschichte

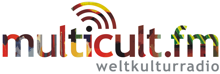
Viertes Senderlogo, ab Februar 2011

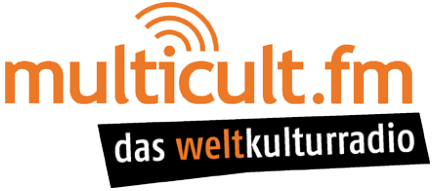
Ehemaliges, drittes Senderlogo, ab Mai 2010

Ehemaliges, zweites Senderlogo

Ehemaliges, erstes Senderlogo

Aus dem anfänglich informellen Bündnis hinter Radio multicult2.0 – bestehend aus Radiomachern, Freundeskreis, Förderern und Vertretern der regionalen Kreativ- und Musikwirtschaft – war inzwischen eine gemeinnützige Gesellschaft hervorgegangen. Seit Dezember 2009 war die multicult Radio- und Medienproduktionen gUG (haftungsbeschränkt) Trägerin von multicult.fm; Geschäftsführerin war Brigitta Gabrin.
multicult.fm wurde von Journalisten unterschiedlicher Herkunft gestaltet. Das erklärte Ziel lautete: „Aus passiven Hörern sollen kompetente Mitgestalter werden. Denn die Hörer sind auch immer Multiplikatoren in ihren Communities, was aus integrationspolitischer Sicht einen sehr wichtigen Anhaltspunkt für die Programmgestaltung liefert.“ Leitung und Gesamtkoordination lagen bei der in Rumänien geborenen Psychologin und Journalistin Brigitta Gabrin.
Erklärtes Ziel von multicult.fm war, „mittel- und langfristig […] einen Sendeplatz in der Berlin-Brandenburger Radiolandschaft zu bekommen“. Auf dem Berliner Radiosender Herbstradio, der auf der UKW-Frequenz 99,1 MHz sendete, war von September bis Ende November 2009 jeden Donnerstag von 19 bis 20 Uhr eine Radiosendung mit dem Titel Berliner Runde zu hören, die von Radio multicult2.0 produziert und von Herbstradio live übernommen wurde.
Das vietnamesische Sonntagsmagazin von Radio multicult2.0, laut Halleforum.de die einzige vietnamesischsprachige Sendung Deutschlands, wurde von März 2009 bis Juli 2010 vom Radiosender Radio Corax, der in Halle (Saale) auf der UKW-Frequenz 95,9 sendet, übernommen und sonntags in der Zeit von 9 bis 10 Uhr gesendet.
Das erste Mal war multicult.fm am Samstag, 22. Mai 2010, von 9 bis 13 Uhr mit einer Sondersendung auf UKW-Frequenz zu hören, in der das geplante Programm präsentiert wurde. Am Sonntag, 23. Mai 2010, übertrug multicult.fm von 12 bis 19 Uhr wie bereits im Jahr zuvor live aus der Kreuzberger Junction Bar sowie von der Strecke des Karnevals der Kulturen. Mit einer Party im SO36 wurde der UKW-Start sowie die Veröffentlichung des CD-Samplers BerlinGlobal 2010|11 am Vorabend des Karnevalumzugs gefeiert.
Im September 2009 wurde der Stifterverein für Interkulturelle Medienförderung (InKuM) gegründet. Er soll den Unterstützern von multicult.fm als Netzwerk dienen. InKuM verfolgt dabei den allgemeinen Zweck, Integrationsprojekte vor allem in den Bereichen Medienarbeit, Ehrenamt und Kultur zu fördern. Zu den Gründungsmitgliedern zählen neben dem Migrationswissenschaftler Klaus Bade, dem Vorsitzenden des Freundeskreises multikulti e.V., Florian Schubert, und der Leiterin von multicult.fm, Brigitta Gabrin, auch die Integrationsbeauftragten der Länder Berlin und Brandenburg: Günter Piening und Karin Weiss. Außerdem gehören der frühere Direktor des SWR, Uwe Rosenbaum, und die Vorsitzende der Föderation Türkischer Elternvereine in Deutschland, Berrin Alpbek, zu den InKuM-Gründungsmitgliedern. Unterstützung findet InKuM von Persönlichkeiten aus Politik und Wirtschaft wie zum Beispiel Christian Hanke (Bezirksbürgermeister Berlin-Mitte, SPD), Cem Özdemir (Bundesvorsitzender von Bündnis 90/Die Grünen), oder Vural Öger (Öger Tours GmbH, von 2004 bis 2009 Mitglied des Europaparlaments).